# ザ・リチュアル いけにえの儀式
『ザ・リチュアル いけにえの儀式』（原題:The Ritual）は2017年に公開されたイギリスのホラー映画である。監督はデヴィッド・ブルックナー、主演はレイフ・スポールが務めた。本作はアダム・ネヴィルが2011年に上梓した小説『The Ritual』を原作としている。
イギリスでは2017年10月13日にeOne Filmsの配給で劇場公開された。日本を含む国際配給権はNetflixに売られ、2018年に配信された。

## ストーリー
大学時代の友人5人（フィル、ドム、ハッチ、ルーク、ロブ）はパブで旅行先について話し合っていた。ロブはスウェーデンでのハイキングを提案したが、他の4人に斥けられた。話し合いの後、ルークとロブがコンビニに立ち寄ったところ、そこには強盗がいた。ルークはすぐさま身を隠したが、ロブは恐怖のあまり立ち尽くしてしまい、強盗から目を付けられた。ルークはロブを救おうとしたが、怖くて飛び出せなかった。その結果、ロブは強盗たちに殺されてしまった。
半年後、4人はロブの追悼の意味をこめてスウェーデンでハイキングをすることにした。道中、ドムが膝を痛めたにも拘らず、一行は遊歩道を使わずに森の中を突っ切って目的地へと向かうことにした。ほどなくして、一行は木に吊されたヘラジカの死体に出くわした。その木には奇妙な図形が彫り込まれていた。その日の夜、大雨に見舞われた一行は偶然見つけた廃屋で雨宿りをすることにした。廃屋で見つけたネックレスには木に彫り込まれていたのとよく似た図形が彫り込まれていた。また、廃屋の中には、胴体を切断された人間を模した像が設置されていた。翌朝、ハッチとドムが目を覚ますと、そこには異様な光景が広がっていた。ルークの胸部には謎の刺し傷ができており、フィルは人形に向かって祈りを捧げていた。何かがおかしいと感じた一行は直ちに森から脱出しようとしたが、自分たちがどこにいるのか把握できなかった。ほどなくして、ルークは人影を見たと主張したが、ドムはまともに取り合わなかった。2人は勢いで口論になり、ドムは「ロブが死んだのはお前が臆病だったからだ」とルークを罵倒した。
その日の夜、ルークはハッチの悲鳴で目を覚ました。ハッチがテントにいないことを確認した後、3人はハッチを探しに森の奥深くへと入っていった。慌てて森の奥深くに進んだため、3人は帰り道が分からなくなってしまった。3人が森の中を歩き回っていると、臓物を抜き取られたハッチの死体を発見した。ハッチの死体は木の枝に突き刺さっていた。ハッチを埋葬した後、フィルが正体不明の怪物によって連れ去られた。ルークとドムは恐怖のあまり逃げ出したが、怪物は2人を追いかけてきた。しばらくして、2人はフィルの死体を見つけた。その近くには松明が灯された道があった。2人がその道に沿って歩いて行くと小さな村に辿り着いた。2人は近くの建物に隠れていたが、背後からやって来た何者かによって昏倒させられた。
ルークとドムが意識を取り戻すと、そこは村の地下空間であった。ほどなくして、老婆が地下にやって来てルークの傷跡を調べ始めた。その老婆にもルークと似た傷跡があった。地下を出た後、老婆は村の男2人にドムを地上に連れてこいと命じた。その後、若い女性がルークの元にやって来て「生贄を捧げる準備をしています」と告げた。しばらくして、ドムが傷だらけになって地下室に連れてこられた。日が沈んだ後、ドムは森の中に自分の妻の幻影を見たが、その正体は怪物であった。油断したドムはあっさり殺された。ルークはやっとの思いで拘束を解き、そのまま脱走しようとしたが、若い女性に見つかってしまった。ルークは若い女性から怪物の正体が霜の巨人であることを知らされた。村人たちは霜の巨人から不死の能力を授かった代わりに、巨人に生贄を捧げる任を負っているのだという。若い女性は「村の一員になれば貴方は助かる」とルークに言った。
しかし、ルークは邪教に屈するつもりはなく、村から脱走する道を選ぶのだった。

## キャスト
※括弧内は日本語吹替
- レイフ・スポール - ルーク（咲野俊介[5]）
- アッシャー・アリ - フィル（魚建[5]）
- ロブ・ジェームズ＝コリアー - ハッチ（斉藤次郎[5]）
- サム・トラウトン - ドム（丸山壮史）
- ポール・レイド - ロブ

## 公開・マーケティング
2017年7月6日、本作のオフィシャル・トレイラーが公開された。9月8日、本作は第42回トロント国際映画祭でプレミア上映された。19日、Netflixが本作の配信権を475万ドルで購入したと報じられた。

## 評価
本作は批評家から好意的に評価されている。映画批評集積サイトのRotten Tomatoesには89件のレビューがあり、批評家支持率は74%、平均点は10点満点で6.1点となっている。サイト側による批評家の見解の要約は「デヴィッド・ブルックナー監督は北欧神話の設定を見事に活かしている。また、出演者の熱演のお陰で、『ザ・リチュアル いけにえの儀式』は見事なホラーストーリーを観客に届けている（ストーリーに既視感を覚えなくもないが）。」となっている。また、Metacriticには18件のレビューがあり、加重平均値は57/100となっている。